# Yoan Severin
Yoan Severin (* 24. Januar 1997 in Villeurbanne) ist ein französischer Fußballspieler.

## Karriere

### Verein
Severin begann seine Laufbahn bei den Amateurvereinen Isle-D'Abeau FC und FC Bourgoin-Jallieu, bevor er in die Jugend von Olympique Lyon wechselte. Nach einer Station beim FC Évian Thonon Gaillard schloss er sich 2014 der Akademie des italienischen Rekordmeisters Juventus Turin an. Im Januar 2017 unterschrieb er einen Vertrag beim belgischen Erstligisten SV Zulte Waregem. Am 24. Januar desselben Jahres, dem 23. Spieltag, debütierte er beim 1:0 gegen Royal Excel Mouscron in der Division 1A, als er in der Startelf stand. Bis Saisonende absolvierte er vier Partien in der höchsten belgischen Spielklasse. Zudem kam er im Rückspiel des Halbfinals im belgischen Pokal zum Einsatz, das die Mannschaft gegen die KAS Eupen gewann und im folgenden Finale im Elfmeterschießen den KV Ostende besiegte. Nachdem Severin 2017/18 kein Pflichtspiel für Waregem absolviert hatte, wechselte er zur Spielzeit 2018/19 zum Schweizer Zweitligisten Servette FC. Bis Saisonende bestritt er 23 Spiele in der Challenge League, in denen er zwei Tore erzielte, und eine Partie im Schweizer Cup. Servette stieg schlussendlich als Meister in die erstklassige Super League auf. Am 4. August 2019, dem 3. Spieltag der Spielzeit 2019/20, gab er beim 1:0 gegen den FC Luzern sein Debüt in der höchsten Schweizer Liga, als er in der Startelf stand. In seiner zweiten Saison bei den Grenats absolvierte er bis Ende September 2019 sechs Pflichtspiele für die Profis, danach wurde er bis Saisonende nicht eingesetzt. In der Liga erreichte der Neuling den vierten Platz und schied in der folgenden Qualifikation zur UEFA Europa League in der 2. Runde aus. 2020/21 kam Severin wieder regelmäßig zum Einsatz und bestritt 26 Partien in der Super League und ein Spiel im Schweizer Cup. Zudem spielte er wie in der Vorsaison einmal für die zweite Mannschaft in der fünftklassigen 2. Liga interregional. Servette beendete die Spielzeit in der Super League auf dem dritten Rang.

### Nationalmannschaft
Severin spielte zwischen 2016 und 2017 fünfmal für die französische U-20-Auswahl. 2017 nahm er an der U-20-Fußball-Weltmeisterschaft 2017 teil, bei der er einmal in der Gruppenphase eingesetzt wurde.

## Erfolge
SV Zulte Waregem
- Belgischer Pokalsieger: 2016/17